# Stomphastis eugrapta
Stomphastis eugrapta là một loài bướm đêm thuộc họ Gracillariidae. Nó được tìm thấy ở Nam Phi và Madagascar.